# OBD Memorial
OBD Memorial (ryska: Обобщённый банк данных «Мемориал») är ett projekt av Rysslands försvarsministerium för att scanna arkivdokument som handlar om sovjetiska soldater och sjömän som stupade eller rapporterades saknade efter strid under stora fosterländska kriget 1941-1945.
Informationen för projektet har tagits ur dokument som bevaras i försvarsministeriets generalstab, samt krigsflottans arkiv och medicinska arkivet. Meningen med att offentliggöra dokumenten är att klargöra ödet för tusentals människor som tidigare ansågs som saknade i strid.
Projektet inleddes i november 2006. Online-databasen blev tillgänglig för allmänheten den 31 mars 2007 under adressen www.obd-memorial.ru och innehåller 13,7 miljoner inscannade dokument.